# エイベックス・プランニング&デベロップメント
エイベックス・プランニング&デベロップメント株式会社は、レコード会社・エイベックスの人材開発事業・店舗開発事業会社。
元は株式会社ホワイト・アトラスとして、エイベックス（エイベックス・グループ・ホールディングス）の全額出資で芸能事務所として設立（資本金2000万円）。1997年に株式会社アクシヴ（英文名：Axev,inc.）に商号変更。
2005年4月1日のエイベックス・グループ再編に伴い、芸能プロダクション業務をエイベックス・エンタテインメント株式会社に分割。子会社の行っていたスクール事業・店舗開発事業を合併で承継し、商号も現在のものに変更。声優のマネジメントもこの子会社の流れである。
2017年4月1日付で、エイベックス・マネジメントに吸収合併された。

## 沿革
- 1995年7月3日 - 株式会社ホワイト・アトラス設立。（1997年10月、株式会社アクシヴに商号変更）
- 1998年6月4日 - 有限会社ベイビーアトランティック（BA、後に株式会社化）設立。
- 2004年9月27日 - BA他1社を子会社化。いわゆる利益相反問題の解消目的。
- 2005年4月1日 - エイベックス・グループ再編に伴い、事業ごとに会社分割及び合併を実施[1]。また、エイベックス・プランニング&デベロップメント株式会社へ商号変更。
  - 芸能プロダクション業務はAEIへ承継。他もR&D事業の一部を残し分割。
  - BAを吸収合併、同社の音楽事業はAEIへ承継。
- 2017年4月1日 - マネジメントおよびアーティストアカデミー以外の事業をエイベックス・エンタテインメントへ移管し、当社もエイベックス・マネジメントに吸収合併され解散[2]。

## 事業

### アーティスト開発育成
オーディション等の各種新人発掘、育成、育成スクール「エイベックス・アーティストアカデミー」の運営を行う。

### コンテンツエージェント
「エイベックス・プロワークス」によるエージェント活動、「エイベックス・ダンス・マスター」によるライセンス活動を行う。また、キッザニアへも参画。

### 空間開発オペレーション
「Tokyo Lounge Alux」や「mu-MU」のブランドで、東京都内でレストランを運営している。
- Alux（港区南青山5丁目）
- mu-MU 銀座店（中央区銀座6丁目）
- mu-MU 西新宿店（新宿区西新宿2丁目）
- Nana（中央区銀座7丁目）

### 経営戦略室
フリーマガジン「beatfreak」（ビートフリーク）の発行も行っている。

## 過去の所属者
- 関谷真由 (元アイドリング!!!32号)
- Prizmmy☆
- プリズム☆メイツ
- Prism☆Box
- lol
- 曽田光星
- 平間樹里
- 若槻千夏 - マネジメント事業を声優事務所としての機能に特化する関係でプラチナムプロダクションへ所属替え。
- 茅原実里
- 藤東知夏
- 佐藤ミケーラ倭子
- 福原香織
- 奈波果林
- 安野希世乃
- 安済知佳
- 門脇慎剛